# Malczyn
Malczyn [pronunciación en polaco: /ˈmaltʂɨn/] es un pueblo ubicado en el distrito administrativo de Gmina Nasielsk, dentro del Condado de Nowy Dwór Mazowiecki, Voivodato de Mazovia, en el este de Polonia central. Se encuentra aproximadamente a 6 kilómetros al oeste de Nasielsk, a 17 kilómetros al norte de Nowy Dwór Mazowiecki, y a 46 kilómetros al noroeste de Varsovia.